# Шапак
Шапак (кирг. Шапак) — село в Ак-Суйском районе Иссык-Кульской области Кыргызстана. Входит в состав Отрадненского аильного округа. В селе имеется средняя школа основанная  жителем Көбөном Нурбековым в 1922 году, 1939 году преобразуется в 7 летний а в 1962 в восьми летнюю среднюю школу. В данное время называется средняя школа имени У.Мурзакматова.     детский сад, мечеть, ФАП,мини футбольная площадка и спортзал.  Код СОАТЕ — 41702 205 835 03 0.

## Население
По данным переписи 2009 года, в селе проживало 834 человека.